# Lunca (okręg Vâlcea)
Lunca – wieś w Rumunii, w okręgu Vâlcea, w gminie Bujoreni. W 2011 roku liczyła 739 mieszkańców.